# Сусанна (приток Усолки)
Сусанна (в верховье — Большая Сусанна) — река в России, протекает в Александровском районе Пермского края. Устье реки находится в 27 км по левому берегу реки Усолка. Длина реки составляет 10 км.
Исток реки в лесном массиве в 32 км к юго-западу от города Кизел. Река течёт на северо-восток, всё течение проходит по ненаселённой тайге. Приток — Малая Сусанна (левый).

## Данные водного реестра
По данным государственного водного реестра России относится к Камскому бассейновому округу, водохозяйственный участок реки — Кама от города Березники до Камского гидроузла, без реки Косьва (от истока до Широковского гидроузла), Чусовая и Сылва, речной подбассейн реки — бассейны притоков Камы до впадения Белой. Речной бассейн реки — Кама.
Код объекта в государственном водном реестре — 10010100912111100007444.